# لایرا
«لایرا» (به انگلیسی: Lyra) ترانه‌ای از هنرمند اهل بریتانیا کیت بوش است. این ترانه در آلبوم موسیقی متن فیلم قطب‌نمای طلایی قرار داشت.